# Проблема 2024
Проблема 2024 — общее название круга вопросов, связывавшихся с возможным транзитом власти в России после окончания у В. В. Путина четвёртого президентского срока весной 2024 года. С учётом роли, которую Путин играл в российской политике в течение четверти столетия, очевидно, что недооценка данной проблемы была чревата социальными последствиями, и на рубеже 2010-х — 2020-х годов об этом велись серьёзные дискуссии.
После конституционной реформы (лето 2020 года) и решения Путина бороться за переизбрание на президентский пост в 2024 году (озвученного 8 декабря 2023 года), «Проблема 2024» трансформировалась в вопрос о политическом раскладе в случае его поражения на выборах, исключающем возникновение хаоса. Так как победа Путина и переизбрание его на пятый президентский срок считались практически гарантированными, указанный вопрос являлся сугубо теоретическим, а по итогам выборов закрылся полностью. 

## История дискуссий по проблеме
Важность нахождения оптимального пути преодоления «Проблемы 2024» в целях недопущения турбулентности и резкого излома политического курса страны осознавалась в России со второй половины 2010-х годов. 
Интенсивные дискуссии по проблеме начались в 2018—2019 годах. С учётом законодательства и общих реалий того времени рассматривались следующие варианты: 
- назначение президента-преемника (гипотетические фигуры: Д. А. Медведев, С. К. Шойгу, М. В. Мишустин);
- занятие Путиным иных постов (председателя правительства, председателя Государственной думы[3] и др.);
- допуск Путина к президентским выборам 2024 года (через изменение Конституции Российской Федерации).

Согласно пункту 3 статьи 81 Конституции, действовавшей до середины лета 2020 г., одно и то же лицо не могло занимать должность Президента Российской Федерации более двух сроков подряд. Это означало, что Путин, который избран президентом в 2012 году и переизбран в 2018 году, не мог бы участвовать в президентских выборах 2024 года.
По мнению политолога Екатерины Шульман, в контексте «Проблемы 2024» шёл поиск широкого элитного пакта, альтернативой которому является война всех против всех. Консультант ВЦИОМ Олег Чернозуб был уверен, что российская элита найдёт пути решения данной проблемы, к примеру, Валерий Зорькин предлагал изменить конституцию, Вячеслав Володин предложил расширить полномочия парламента.
Валерий Фёдоров заявлял, что «Проблема 2024» в общественном сознании россиян не стоит, при этом собранные Левада-Центром участники фокус-групп выделили два основных сценария её решения: сохранение Владимиром Путиным президентских полномочий и назначение преемника.
Экспертами формулировался ряд предположений о возможном переносе выборов, изменении Конституции, а также о том, что Владимир Путин может занять другую позицию во власти, как это было в период с 2008 по 2012 годы, и снова баллотироваться на пост президента в 2030 году. В целом выделялось несколько сценариев развития событий в политическом поле России в 2024 году:
- Конкурентные свободные выборы
Один из наименее вероятных сценариев, когда следующий после Путина президент РФ будет определяться в результате открытой политической борьбы[3] без участия Путина или его назначенцев-протеже.
- Назначение преемника[13]
Один из наиболее вероятных сценариев, когда Владимир Путин назначит своего преемника, который станет основным кандидатом президентских выборов 2024 года[2]. Таким же образом была решена проблема транзита власти в конце второго срока Бориса Ельцина, и в конце второго срока самого Владимира Путина, когда президентом стал Дмитрий Медведев[3]. Участниками фокус-групп в числе возможных преемников Путина часто назывались имена Дмитрия Медведева, Сергея Шойгу, Михаила Мишустина, реже — Сергея Лаврова, Сергея Собянина или даже Павла Грудинина, многие заявляли, что это будет пока неизвестный, «свежий» человек[9].
- Изменение Конституции РФ[13] — см. поправки к Конституции России (2020)
Сценарий, при котором ограничения, не позволявшие Владимиру Путину оставаться на посту президента РФ, будут отменены[3]. Правда, 23 марта 2018 года пресс-секретарь президента Дмитрий Песков заявил, что Путин не собирается менять Конституцию и, если будет какая-либо конституционная реформа, она не будет касаться президентских полномочий[14][15]. Сергей Марков говорил, что неоднократные заявления В. Путина о том, что отмены сроков полномочий не будет, завели обсуждение возможных сценариев на 2024 год в тупик[16]. Обсуждалось даже объединение с Белоруссией[17]. 10 марта 2020 года Владимир Путин впервые заявил о согласии на «обнуление» президентских сроков по соответствующему решению Конституционного суда РФ[18].
- Занятие Путиным иных постов
В качестве варианта предполагались посты председателя правительства Российской Федерации[19] с расширенными полномочиями[16][20] или председателя Государственной думы[3]. Этот вариант предполагал расширение полномочий парламента[16]. Также политологами обсуждалась возможность передачи полномочий Совету Безопасности или Государственному совету Российской Федерации[17]. Возможным считалось также сохранение Путиным политической власти без занятия формальной должности[19].

По мнению политолога Кирилла Рогова, конституционный дизайн российской государственности остаётся неясным в связи с неудачным опытом «тандема Медведев—Путин» и отсутствием институтов распределённой власти. Кроме явного конфликта между политическим режимом Путина и государственным строем, проблемой также являлась невозможность для Путина гарантировать безопасность себе и своим близким в случае ухода от власти. Однако к уходу его могло подтолкнуть, как тогда считалось, плохое состояние здоровья.
Владимир Путин до 2020 года отрицательно высказывался о возможности своего участия в выборах 2024 года (например, 25 мая 2018 года на встрече с руководителями информационных агентств в рамках Петербургского международного экономического форума) и выборах 2030 года — в ответе на вопрос журналиста 18 марта 2018 года. Также Путин неоднократно отрицал наличие намерений изменить Конституцию (в интервью с Мегин Келли в марте 2018 года и для австрийского телеканала ORF в июне 2018 года).
Однако поправки 2020 года к Конституции России, убравшие из пункта по ограничению сроков слово «подряд» (что сделало занятие президентского поста одним человеком более двух сроков невозможным в принципе), содержали «обнуление» — разрешение гражданам, уже занимавшим на момент принятия поправок пост президента (Владимиру Путину и Дмитрию Медведеву), занимать этот пост ещё 2 срока. Конституционный суд, в 1998 году запретивший Борису Ельцину идти на третий президентский срок в похожей ситуации, на этот раз принял противоположное решение. Во время подготовки к голосованию по поправкам Путин допустил своё участие в выборах 2024 года. 
Последний вариант, до 2020 года обсуждавшийся сугубо абстрактно (как противоречивший действовавшему тогда положению Конституции, запрещавшему трёхкратное подряд избрание), после конституционной реформы лета 2020 года стал допустимым законодательно.
В более узком смысле под «Проблемой 2024» понималось изыскание возможностей переизбрания В. В. Путина президентом России в 2024 году, для чего было необходимо урегулировать юридическую сторону допуска Путина как кандидата и гарантировать поддержку избирателей. Юридический момент в итоге был преодолён. На уровень поддержки могли повлиять препятствия, обозначенные далее.
30 сентября 2022 года политолог Аббас Галлямов опубликовал доклад «Проект „Преемник“: перспективы, условия, кандидаты», посвящённый теме смены власти в России.
Несмотря на юридически открывшуюся возможность претендовать на переизбрание, В. В. Путин не сообщал о своих намерениях до конца 2023 года. Только 8 декабря 2023 г. он публично заявил, что будет весной 2024 года бороться за сохранение поста президента России за собой. С учетом его решения «Проблема 2024» свелась к вопросу о вариантах действий при победе другого кандидата. В этом (крайне маловероятном, но теоретически возможном) случае решением, обеспечивающим преемственность курса, было бы упоминавшееся в начале раздела занятие Путиным иных высоких постов в государстве.
Для повышения электоральных результатов Путина-кандидата были организованы выборы с использованием электронного голосования (по оценке политолога Александра Кынева, по итогам муниципальных выборов в Москве 2022 года электронное голосование оказалось дискредитировано, и его использование на президентских выборах делегитимизировало эти выборы на старте).

## Политические препятствия

#### Вторжение на Украину
Серьёзным обстоятельством в преддверии выборов 2024 года явились вторжение России на Украину и последовавшие за ним санкции — что обеспокоило администрацию президента и стало дестабилизирующим фактором, с которым нужно было считаться и который создавал риски для переизбрания Путина.
Некоторые аналитики высказывали мнения, что выборы могли явиться переломными для современной истории России и критически повлиять на события в стране, равно как и на ход боевых действий. Как считал AEI, власть РФ не способна абсолютно полностью поставить выборы под контроль, и, ввиду сложностей на фронте, медленной атомизации общества, а также конфликтов внутри властной верхушки — это всё создавало гремучую смесь, которая могла взорваться во время выборов. Причём вероятность такого исхода прямо зависела от положения на фронте, и, собственно, сами выборы зависели от этого положения. Если правительство Путина удержит фронт до проведения выборов без значимых проблем (что в итоге удалось) — это даст возможность восстановления порядка внутри властных структур, остановки междоусобной борьбы и заполучения некоторой легитимности и поддержки населения. В обратном же случае, если бы фронт был прорван ВСУ и Россия потеряла значимые из занятых ею территорий, — это привело бы к многократному усилению внутриусобной борьбы за власть и тем самым снизило бы консолидацию власти и её бюрократического аппарата, что могло обернуться катастрофой на выборах.
По мнению Андрея Фёдорова, занимавшего в 1990–1991 годах пост заместителя министра иностранных дел России, факт затягивания боевых действий сильно ставил под сомнение готовность избирателей отдать голоса за Путина, а равно и легитимность выборов. Сама же NBC News считала, что Путин сможет победить только при наличии ощутимых успехов на фронте, в противном же случае его поддержка будет в большинстве своём крайне и крайне шаткой.

#### Пенсионная реформа
Сразу после президентских выборов-2018 в России была начата пенсионная реформа, сводящаяся к повышению пенсионного возраста, вопреки многократным предшествующим заверениям «сверху» в отсутствии подобных планов. Большинство граждан восприняло такое решение как жёсткое расторжение властью «общественного договора». Высказывались мнения, что для переизбрания В. В. Путина в 2024 году необходима отмена или радикальная корректировка данной реформы.